# Return to Sleepaway Camp
『Return to Sleepaway Camp』（リターン・トゥ・スリープアウェイ・キャンプ）は、2008年のアメリカ映画。キャンプ場で繰り広げられる殺人を描いたホラー作品である。

## 概要
本作は『サマーキャンプ・インフェルノ（原題：Sleepaway Camp）』シリーズのリブート作品である。二作目の『レディ・ジェイソン 地獄のキャンプ』から、四作目の『Sleepaway Camp IV: The Survivor』までの設定を全てリセットし、一作目の直接の続編という設定になっている。

## ストーリー
キャンプ場で起こったアンジェラ・ベイカーによる殺人事件。それから20年後、このキャンプ場で子供達がサマーキャンプにきていた。参加者のアランは嫌味な性格が災いし、他の子供達にイジメの対象にされてしまう。しかし、食堂の調理師が何者かによって焼死され、再びキャンプ場で殺人が起きていく…、犯人はあのアンジェラなのか、それとも…。

## キャスト
- ジャッキー・トーン
- アイザック・ヘイズ
- フェリッサ・ローズ
- ポール・ディアンジェロ
- マイケル・ギブニー
- ヴィンセント・パストーレ
- ジョナサン・ティアーステイン

## スタッフ
- 監督：ロバート・ヒルツィック
- 脚本：ロバート・ヒルツィック
- 製作：ロバート・ヒルツィック、ミシェル・タトシアン、トーマス・E・ヴァン・デル
- 音楽：ロドニー・ウィッテンバーグ
- 撮影：ケン・ケルシュ、ブライアン・プライスペック